# Campeonato Mundial de Lucha de 2022
El LXXII Campeonato Mundial de Lucha se celebró en Belgrado (Serbia) entre el 10 y el 18 de septiembre de 2022 bajo la organización de United World Wrestling (UWW) y la Federación Serbia de Lucha.
Inicialmente, el campeonato iba a realizarse en Krasnoyarsk (Rusia), pero debido a los casos de dopaje en el deporte ruso, UWW decidió cambiar la sede.
Las competiciones se realizaron en la Štark Arena de la capital serbia.
Los luchadores de Rusia y Bielorrusia fueron excluidos de este campeonato debido a la invasión rusa de Ucrania.

## Medallistas

### Lucha grecorromana masculina
| Evento         | Oro                                 | Plata                             | Bronce                                                        |
| -------------- | ----------------------------------- | --------------------------------- | ------------------------------------------------------------- |
| 55 kg (11.09)  | Eldəniz Əzizli Azerbaiyán           | Nugzar Tsurtsumia Georgia         | Yu Shiotani Japón Jasurbek Ortiqboyev Uzbekistán              |
| 60 kg (13.09)  | Zholaman Sharshenbekov · Kirguistán | Edmond Nazarian Bulgaria          | Aidos Sultangali · Kazajistán · Kenichiro Fumita · Japón      |
| 63 kg (12.09)  | Sebastian Nađ Serbia                | Leri Abuladze Georgia             | Tuo Erbatu China Taleh Məmmədov Azerbaiyán                    |
| 67 kg (12.09)  | Mate Nemeš Serbia                   | Mohamadreza Gueraei Irán          | Amantur Ismailov · Kirguistán · Həsrət Cəfərov · Azerbaiyán   |
| 72 kg (11.09)  | Ali Arsalan Serbia                  | Ülvi Qənizadə Azerbaiyán          | Andri Kulyk · Ucrania · Selçuk Can · Turquía                  |
| 77 kg (11.09)  | Akzhol Majmudov · Kirguistán        | Zoltán Lévai · Hungría            | Maljas Amoyan Armenia Yunus Emre Başar Turquía                |
| 82 kg (12.09)  | Burhan Akbudak Turquía              | Jalgasbay Berdimuratov Uzbekistán | Yaroslav Filchakov · Ucrania · Tamás Lévai · Hungría          |
| 87 kg (11.09)  | Zurab Datunashvili Serbia           | Turpal Bisultanov Dinamarca       | Dávid Losonczi · Hungría · Ali Cengiz · Turquía               |
| 97 kg (12.09)  | Artur Alexanian Armenia             | Kiril Milov Bulgaria              | Mohamadhadi Saravi Irán Arif Niftullayev Azerbaiyán           |
| 130 kg (13.09) | Rıza Kayaalp Turquía                | Amin Mirzazadeh Irán              | Mantas Knystautas · Lituania · Alin Alexuc-Ciurariu · Rumania |

### Lucha libre masculina
| Evento         | Oro                             | Plata                            | Bronce                                                          |
| -------------- | ------------------------------- | -------------------------------- | --------------------------------------------------------------- |
| 57 kg (17.09)  | Zelimkhan Abakarov · Albania    | Thomas Gilman Estados Unidos     | Zandanbudyn Zanabazar Mongolia Stevan Mićić Serbia              |
| 61 kg (18.09)  | Rei Higuchi Japón               | Reza Atri Irán                   | Arsen Harutiunian Armenia Narmandajyn Naranjüü Mongolia         |
| 65 kg (18.09)  | Rahman Amouzad Irán             | John Diakomihalis Estados Unidos | Iszmail Muszukajev · Hungría · Bajrang Punia · India            |
| 70 kg (16.09)  | Taishi Narikuni Japón           | Zain Retherford Estados Unidos   | Ernazar Akmataliyev · Kirguistán · Zurab Iakobishvili · Georgia |
| 74 kg (17.09)  | Kyle Dake Estados Unidos        | Tajmuraz Salkazanov · Eslovaquia | Yunes Emamichugaei · Irán · Frank Chamizo · Italia              |
| 79 kg (16.09)  | Jordan Burroughs Estados Unidos | Mohammad Nojodi Irán             | Arsalan Budazhapov · Kirguistán · Vasyl Myjailov · Ucrania      |
| 86 kg (16.09)  | David Taylor Estados Unidos     | Hasan Yazdani Irán               | Boris Makojev · Eslovaquia · Azamat Dauletbekov · Kazajistán    |
| 92 kg (17.09)  | Kamran Gasempour Irán           | J'den Cox Estados Unidos         | Mirian Maisuradze Georgia Osman Nurməhəmmədov Azerbaiyán        |
| 97 kg (18.09)  | Kyle Snyder Estados Unidos      | Batyrbek Tsakulov · Eslovaquia   | Maqomedxan Maqomedov Azerbaiyán Guivi Macharashvili Georgia     |
| 125 kg (16.09) | Taha Akgül Turquía              | Mönjtöriin Ljagvaguerel Mongolia | Gueno Petriashvili Georgia Amir Zare Irán                       |

### Lucha libre femenina
| Evento        | Oro                              | Plata                              | Bronce                                                       |
| ------------- | -------------------------------- | ---------------------------------- | ------------------------------------------------------------ |
| 50 kg (14.09) | Yui Susaki Japón                 | Dolgorzhavyn Otgonzhargal Mongolia | Anna Łukasiak · Polonia · Sarah Hildebrandt · Estados Unidos |
| 53 kg (14.09) | Dominique Parrish Estados Unidos | Batjuyaguiin Julan Mongolia        | María Prevolaraki · Grecia · Vinesh Phogat · India           |
| 55 kg (13.09) | Mayu Mukaida Japón               | Olexandra Jomenets · Ucrania       | Xie Mengyu · China · Karla Godínez · Canadá                  |
| 57 kg (15.09) | Tsugumi Sakurai Japón            | Helen Maroulis Estados Unidos      | Anhelina Łysak · Polonia · Alina Hrushyna · Ucrania          |
| 59 kg (15.09) | Anastasia Nichita Moldavia       | Grace Bullen · Noruega             | Jowita Wrzesień · Polonia · Sakura Motoki · Japón            |
| 62 kg (13.09) | Nonoka Ozaki Japón               | Kayla Miracle Estados Unidos       | Ilona Prokopevniuk · Ucrania · Luo Xiaojuan · China          |
| 65 kg (14.09) | Miwa Morikawa Japón              | Long Jia China                     | Koumba Larroque Francia Mallory Velte Estados Unidos         |
| 68 kg (15.09) | Tamyra Mensah Estados Unidos     | Ami Ishii Japón                    | Linda Morais · Canadá · Irina Rîngaci · Moldavia             |
| 72 kg (15.09) | Amit Elor Estados Unidos         | Zhamila Bakberguenova · Kazajistán | Alexandra Anghel · Rumania · Masako Furuichi · Japón         |
| 76 kg (14.09) | Yasemin Adar Turquía             | Samar Amer · Egipto                | Yuka Kagami Japón Epp Mäe Estonia                            |

## Medallero
| Núm. | País           | Oro | Plata | Bronce | Total |
| ---- | -------------- | --- | ----- | ------ | ----- |
| 1    | Estados Unidos | 7   | 6     | 2      | 15    |
| 2    | Japón          | 7   | 1     | 5      | 13    |
| 3    | Turquía        | 4   | 0     | 3      | 7     |
| 4    | Serbia         | 4   | 0     | 1      | 5     |
| 5    | Irán           | 2   | 5     | 3      | 10    |
| 6    | Kirguistán     | 2   | 0     | 3      | 5     |
| 7    | Azerbaiyán     | 1   | 1     | 5      | 7     |
| 8    | Armenia        | 1   | 0     | 2      | 3     |
| 9    | Moldavia       | 1   | 0     | 1      | 2     |
| 10   | Albania        | 1   | 0     | 0      | 1     |
| 11   | Mongolia       | 0   | 3     | 2      | 5     |
| 12   | Georgia        | 0   | 2     | 4      | 6     |
| 13   | Eslovaquia     | 0   | 2     | 1      | 3     |
| 14   | Bulgaria       | 0   | 2     | 0      | 2     |
| 15   | Ucrania        | 0   | 1     | 5      | 6     |
| 16   | China          | 0   | 1     | 3      | 4     |
| 16   | Hungría        | 0   | 1     | 3      | 4     |
| 18   | Kazajistán     | 0   | 1     | 2      | 3     |
| 19   | Uzbekistán     | 0   | 1     | 1      | 2     |
| 20   | Dinamarca      | 0   | 1     | 0      | 1     |
| 20   | Egipto         | 0   | 1     | 0      | 1     |
| 20   | Noruega        | 0   | 1     | 0      | 1     |
| 23   | Polonia        | 0   | 0     | 3      | 3     |
| 24   | Canadá         | 0   | 0     | 2      | 2     |
| 24   | India          | 0   | 0     | 2      | 2     |
| 24   | Rumania        | 0   | 0     | 2      | 2     |
| 27   | Estonia        | 0   | 0     | 1      | 1     |
| 27   | Francia        | 0   | 0     | 1      | 1     |
| 27   | Grecia         | 0   | 0     | 1      | 1     |
| 27   | Italia         | 0   | 0     | 1      | 1     |
| 27   | Lituania       | 0   | 0     | 1      | 1     |
|      | TOTAL          | 30  | 30    | 60     | 120   |